# Aderbal Lana
Aderbal Domingos Lana (Uberlândia, 10 de novembro de 1946), também conhecido como Aderbal Lana, ou apenas Lana, um treinador de futebol e ex-futebolista brasileiro que atuava como lateral-esquerdo. Atualmente está no cargo de coordenador técnico do Amazonas.
Lana é conhecido como o mais antigo treinador em atividade no Brasil. É o técnico com mais títulos estaduais do Brasil, levantou 10 taças do Barezão, no comando de quatro clubes: Nacional-AM, Rio Negro-AM, São Raimundo-AM e Manaus FC.

## Carreira de jogador
Conhecido como Aderbal como jogador, ele começou sua carreira no Uberlândia, clube da sua cidade natal.
Também jogou pelo Anápolis, Itumbiara e Atlético Goianiense antes de se aposentar do Itumbiara em 1973, aos 26 anos, para se tornar o técnico do clube.

## Carreira de Técnico
Após três anos no comando do Itumbiara, Lana foi nomeado treinador principal do Goiânia em 1976, com o clube na Série A. Mais tarde, ele retornou ao Itumbiara, tendo duas passagens distintas pelo clube e comandando o Atlético Goianiense, Uberlândia e Mixto antes de assumir o Goiás em 1982.
Em 1985, após comandar Vila Nova e Anápolis, Lana assumiu o Nacional-AM e levou o clube ao título do Campeonato Amazonense naquele ano. No ano seguinte, após um curto período no Mixto, retornou ao Nacional, conquistando novamente o campeonato estadual.
Após três anos no Nacional, Lana se transferiu para o Rio Negro-AM em 1989, também levando o clube ao título estadual. Mais tarde, ele retornou ao Nacional em 1991 e se mudou para o Al Raed, da Arábia Saudita, no ano seguinte.
Lana só retornou ao Amazonas em 1996, para assumir o São Raimundo-AM, após um período no Itumbiara. Permaneceu no clube por quase seis anos, conquistando três títulos amazonenses consecutivos (1997, 1998 e 1999) e dois títulos da Copa Norte (1999 e 2000), sendo também vice-campeão do Campeonato Brasileiro Série C de 1999 contra o Fluminense, além de conseguir uma vitória histórica contra o São Paulo na Copa do Brasil de 2003. Lana trocou São Raimundo por Fortaleza em setembro de 2001.
Lana retornou ao Nacional em outubro de 2001, mas saiu em 22 de abril do ano seguinte para assumir o Goiânia, antes de retornar ao São Raimundo em setembro de 2002. Ele deixou este último em agosto de 2003.
Após iniciar a temporada de 2004 no Itumbiara, Lana retornou ao Vila Nova em agosto daquele ano, permanecendo no comando até 15 de outubro. Após um curto período no ADAP, ele assumiu o Anapolina, da Série B, em abril de 2005, saindo em julho. Posteriormente, levou o recém-criado Canedense à promoção para a Terceira Divisão do Campeonato Goiano.
Lana retornou ao Amazonas em março de 2006 e levou o Fast Clube à final do campeonato estadual. Mais tarde, ele foi responsável pelo Canedense em sua primeira campanha no Campeonato Goiano, retornando ao Fast logo depois e depois de volta ao Canedense em janeiro de 2008.
Lana retornou ao Nacional em 11 de março de 2008, e iniciou a temporada de 2009 no comando do Anápolis. Ele passou uma curta temporada no Penarol-AM antes de retornar ao Fast, e então comandar o Nacional na Série D.
De volta ao Fast para a campanha de 2010, Lana se mudou para o Sul América no ano seguinte, antes de ser oficialmente apresentado como técnico do Princesa do Solimões em 2 de dezembro de 2011. Em abril, no entanto, ele saiu para assumir o Nacional, conquistando o título amazonense antes de retornar ao Peñarol em 17 de julho de 2012..
Em 12 de março de 2013, Lana voltou novamente ao Nacional, mas foi demitido em 1 de agosto. De volta ao Fast para a campanha de 2014, ele retornou ao Nacional em dezembro daquele ano; inicialmente um coordenador juvenil, ele mais tarde se tornou o treinador principal do clube novamente, sendo demitido em 11 de agosto de 2015.
Lana retornou ao Rio Negro em 20 de agosto de 2016, e começou a temporada seguinte de volta ao Nacional antes de retornar ao Rio Negro em 7 de fevereiro.
Mais tarde, ele assumiu o Manaus FC em abril e levou o clube ao seu primeiro título Amazonense antes de partir em junho.
De volta ao Rio Negro para a temporada de 2018, Lana retornou a Manaus antes de se tornar assistente técnico do time feminino do Iranduba. Foi novamente nomeado treinador principal do Nacional no ano seguinte, partindo para o Fast em 29 de abril mas retornando ao seu antigo time em 16 de junho.
Lana deixou o Naça em fevereiro de 2020, sendo posteriormente nomeado treinador principal do Peñarol. Posteriormente, ele se mudou para o Baré, mas deixou o clube em 7 de outubro após alegar escassez de elenco.
Em 17 de fevereiro de 2021, Lana retornou a Princesa. Ele deixou o clube para retornar a Manaus em 1º de novembro de 2023, mas saiu por mútuo consentimento no dia 12 de fevereiro seguinte.
Lana assumiu o Unidos do Alvorada, clube estreante na primeira divisão estadual do Amazonas, em 20 de fevereiro de 2024.
Em 16 de abril de 2024, assume o comando do Monte Roraima.
Em 8 de novembro de 2024, o Princesa do Solimões anunciou a contratação de Lana para a temporada seguinte, mas ele deixou o clube 11 dias depois, em meio a rumores para assumir o Amazonas FC.
Em 7 de janeiro de 2025, ele esteve no comando deste último clube durante a pré-temporada, retornando a um time da segunda divisão após quase 20 anos, sendo dispensado no dia 23 de fevereiro do mesmo ano, após eliminação na Copa do Brasil de 2025. 

## Títulos

### Como treinador
Manaus
- Campeonato Amazonense: 2017

Nacional-AM
- Campeonato Amazonense: 1986, 1991, 2012 e 2015

Rio Negro-AM
- Campeonato Amazonense: 1989

São Raimundo-AM
- Copa Norte: 1999, 2000 e 2001
- Campeonato Amazonense: 1997, 1998 e 1999